# Chloé Valentini
Chloé Bouquet (født 19. april 1995 i Morteau, Frankrig) er en kvindelig fransk håndboldspiller som spiller for Metz Handball og Frankrigs kvindehåndboldlandshold, siden 2019.
Hun var med til at vinde OL-guld i håndbold for Frankrig, ved Sommer-OL 2020 i Tokyo, efter finalesejr over Rusland, med cifrene 30-25.